# Edward Gordon
Edward Lansing "Ed" Gordon Jr. (Jackson, 1 de julho de 1908 – Detroit, 5 de setembro de 1971) foi um atleta e campeão olímpico norte-americano, especializado no salto em distância.
Em Amsterdã 1928 teve sua primeira participação em Jogos Olímpicos, ficando na sétima colocação. Em Los Angeles 1932 conquistou a medalha de ouro com a marca de 7,64 metros.